# Sunset Overdrive
Sunset Overdrive es un videojuego de disparos en tercera persona de acción y aventura desarrollado por Insomniac Games y publicado por Microsoft Studios para la Xbox One. Se anunció en Electronic Entertainment Expo 2013 y se lanzó en todo el mundo en octubre de 2014. El juego se desarrolla en 2027, en una metrópolis ficticia llamada Sunset City. El jugador controla a un empleado de FizzCo, que tiene que luchar contra los OD, abreviatura de los bebedores de OverCharge: los humanos que se han convertido en mutantes después de beber bebidas energéticas de FizzCo. En la distópica Sunset City, el personaje del jugador puede correr por la pared, usar tirolinas y deslizarse por rieles para navegar rápidamente a través de ellos, con un gran arsenal de armas para usar. El juego también tiene un modo cooperativo multijugador llamado Escuadrón Caos, que le asigna a los jugadores completar una serie de misiones con siete jugadores. Como el juego pone énfasis en el impulso, el juego no cuenta con ningún sistema de cobertura.
El desarrollo del juego comenzó en 2010, cuando Insomniac completó Resistance 3. Después de que el proyecto tuviera luz verde interna, el estudio se asoció con Microsoft Studios, lo que ayudó a financiar el juego y permitió a Insomniac conservar los derechos de la franquicia. Insomniac describió el juego como una "celebración de juegos", ya que el equipo se inspiró en diferentes fuentes, incluidas Prince of Persia, Jet Set Radio y Tony Hawk Pro Skater, aunque en su etapa inicial de desarrollo el equipo tomó inspiraciones de DayZ en su lugar. El juego se desarrolla en un futuro post-apocalíptico, pero el equipo lo describió como un "gran apocalipsis" que convierte la representación inicial del juego en un "campo de juego" para los jugadores. Sunset Overdrive funciona con el motor interno de Insomniac, anteriormente utilizado en Fuse, uno de sus juegos anteriores.
El juego recibió críticas generalmente positivas, con elogios por sus visuales, sistema transversal, sistema de combate y humor. Sin embargo, el juego fue criticado por la falta de una historia convincente o un diseño de búsqueda innovador. Recibió numerosas nominaciones, incluidos los premios al Mejor Juego del Año de Xbox de varias publicaciones de juegos. El juego fue compatible con múltiples contenidos descargables, incluidos los basados en la historia El misterio de Mooil Rig y Dawn of the Rise of the Fallen Machine, después del lanzamiento del juego.

## Sistema de juego
Sunset Overdrive es un juego de acción y aventura ambientado en tercera persona. Los jugadores navegan por una metrópolis llamada Sunset City en el año 2027. Este mundo distópico ha sido invadido por mutantes llamados OD, abreviatura de Overcharge Drinkers. El personaje jugador es un antiguo empleado de FizzCo, encargado de limpiar el desastre dejado por una fiesta que FizzCo había lanzado para celebrar el lanzamiento de su nueva bebida energética, Overcharge Delirium XT. [1]
Al comienzo del juego, los jugadores pueden personalizar el género, el tipo de cuerpo, el peinado y el atuendo del protagonista utilizando el creador del personaje. [2] [3] Los jugadores también pueden alterar el aspecto de su personaje personalizado en cualquier momento durante el juego al acercarse a un vendedor llamado Calista. [4] Después de crear sus personajes, los jugadores continúan con el mundo abierto del juego, que los jugadores pueden explorar en cualquier momento. Se proporciona un sistema de viaje rápido que permite a los jugadores llegar a diferentes lugares y navegar el mundo rápidamente. [5] El juego presenta una campaña principal con elementos de historia y misiones secundarias, que se activan automáticamente cuando los jugadores ingresan a ciertos lugares de la ciudad. Estas misiones principalmente involucran jugadores entregando objetos a otros personajes no jugables y recolectando objetos del mundo. Algunas de estas misiones tienen límites de tiempo. [1]
A lo largo del juego, los jugadores se encuentran con enemigos humanos, como miembros de pandillas, robots de FizzCo, humanos [6] OD'd que han mutado por beber demasiado de la bebida energética, y varios jefes que son más difíciles de vencer en comparación con otros ordinarios enemigos. [2] [7] El juego presenta una variedad de armas para que los jugadores usen para combatir a los enemigos. Estos incluyen el rifle de asalto estándar AK-FU y el lanzador de granadas TNTeddy, que dispara osos de peluche atados a palos de dinamita, [8] fuegos artificiales y helicópteros de juguete. [9] Al final, todas las armas se quedan sin munición, pero no necesitan ser recargadas mientras se usan. Los jugadores desbloquean más armas avanzando en la historia o comprándolas en las tiendas. Las armas se pueden actualizar y modificar aplicando "Amps", lo que aumenta la letalidad, la eficacia y la fuerza de las armas. [4] Las armas se pueden nivelar cuando los jugadores ganan suficientes puntos de experiencia o derrotan a suficientes enemigos con ellos. [4]
El combate del juego se centra en la velocidad y alienta a los jugadores a derrotar a los enemigos de una manera rápida. Como resultado, los jugadores pueden emplear diferentes movimientos, incluyendo correr en la pared, correr con aire, tirolesa, realizar parkour, acrobacias y atravesar el agua. [10] [11] Los jugadores usan grind rails para navegar con destreza por las calles de la ciudad y pueden cambiar de dirección instantáneamente a voluntad. La ciudad también está llena de elementos para que los jugadores salten al aire. [12] Los jugadores pueden utilizar sus armas mientras realizan estos movimientos y ralentizar el tiempo para que los jugadores apunten. [4] A pie, los jugadores no pueden caminar, ponerse a cubierto o eliminar a los enemigos en silencio, [13] sino que deben confiar en la agilidad para sobrevivir, ya que serán abrumados rápidamente por los enemigos si eligen caminar sobre el suelo. El juego también cuenta con un medidor de estilo. Mostrado en la pantalla de visualización frontal (HUD) del juego, el medidor aumenta a medida que los jugadores realizan movimientos elegantes como matar enemigos y rechinar en rieles sin tocar el suelo. [1] Cuando los jugadores son asesinados, no tienen que esperar a que se cargue el juego. Los jugadores pueden reaparecer y regresar al mundo por diferentes métodos, como descender con un cohete o salir de un sarcófago dorado. [2] Insomniac llamó a este sistema "Reaparición de la próxima generación". [14]
El juego presenta un modo cooperativo multijugador para ocho jugadores llamado Chaos Squad, que les asigna a los jugadores completar una serie de misiones, según lo decidan los propios jugadores. Los jugadores defienden las cubas de Overcharge Delirium XT de las olas de OD durante la noche y detienen su progresión mediante el establecimiento de fortificaciones y barreras, de manera similar a los juegos de defensa de torres. [15] Está interconectado con el modo de un solo jugador que permite a los jugadores transferir su personaje de la historia, con todas las armas y artilugios que ya han acumulado, al modo. [16] Aunque los jugadores trabajan juntos, los jugadores también tratan de ganar más puntos de Estilo durante el juego que sus socios cooperativos.

## Historia
El 13 de julio de 2027, FizzCo lanza su nueva bebida energética, OverCharge Delirium XT (también conocida como OCD), exclusivamente en Sunset City. En un intento de vender OCD más rápido, FizzCo omitió los protocolos de regulación de salud, a su vez causando que cualquiera que lo beba se convierta en un violento mutante con cuerpo de ebullición conocido como un bebedor de OverCharge (OD). Para encubrir el engaño, FizzCo afirma que ha ocurrido un brote viral y pone en cuarentena a toda la ciudad, impidiendo que alguien ingrese o salga. El jugador, un empleado de FizzCo que trabaja en la división de saneamiento, es salvado de un OD atacante por Walter, un compañero sobreviviente; el jugador no se ve afectado por la bebida, ya que no se les permitió asistir a la fiesta de lanzamiento para el TOC, más tarde conocida como "Noche de terror".
Al enterarse de que Walter está creando un avión para escapar de la cuarentena, el jugador obtiene la ayuda de Sam y los Oxfords, un grupo de genios ricos pero perezosos. Después de varios recados, los Oxfords construyen una hélice para completar el avión. El jugador se une a Walter en su avión para escapar de la ciudad y revelar la verdad sobre el brote. En el último segundo, Walter nota una pared invisible que impide su escape y empuja al jugador fuera del avión antes de morir en el siguiente choque.
Todavía planea escapar, el jugador ayuda a Tropa Bushido, exploradores que viven en un museo de samuráis, y Fargarths, un grupo de alondras. En agradecimiento, los dos grupos diseñan y construyen un barco con basura que engaña a los sensores FizzCo y los deja pasar. Cuando el jugador está a punto de escapar, se entera de que los robots FizzCo están atacando a los Oxfords y Tropa Bushido para matar a todos los testigos. El jugador regresa a Sunset City y rescata a los sobrevivientes. Sam informa al jugador que hay una superarma mortal en la sede de FizzCo, en la que el jugador puede entrar después de obtener la ayuda de Las Catrinas, un trío de porristas que se ocupan de la sala de niños de un hospital, reclutando una banda liderada por King Buzzo (voz y mocalización del verdadero cantante Melvins) [18] para tocar para los niños.
El jugador reúne a las cuatro facciones para atacar la sede de FizzCo e intenta destruir FizzCo HQ montando una botella gigante de OCD en ella (que recuerda al Dr. Strangelove). El jugador muere en la explosión, y las facciones lloran. Sin embargo, el jugador detiene el rodaje de créditos después de esta escena para quejarse de lo deprimente que es el final y decide cambiarlo. El jugador sobrevive en este final, y se revela que el edificio FizzCo es un robot que está destinado a destruir la ciudad para encubrir el brote de TOC. El jugador destruye el robot y tiene leche y galletas con los otros sobrevivientes. Sin embargo, después de los créditos, las computadoras en la sede de FizzCo activan automáticamente un protocolo que envía helicópteros FizzCo llenos de TOC en todo el mundo.

## Desarrollo
Sunset Overdrive fue desarrollado por Insomniac Games, que principalmente desarrolló juegos para consolas PlayStation. Drew Murray y Marcus Smith, directores creativos del juego, comenzaron una lluvia de ideas sobre Sunset Overdrive después de la finalización de Resistance 3 en 2011. Presentaron sus ideas a los propietarios y CEO de Insomniac Ted Price, delineando un proyecto que tomaría influencias del documental Hyena Men of Kenya , Cómics de Tank Girl, la novela Soy leyenda, la serie de televisión británica The Young Ones, máscaras de Halloween de la década de 1960 y Lego. La presentación inicial no generó interés, pero a Murray y Smith se les pidió que regresaran una semana después para explicar cómo se jugaría realmente el juego. En su segunda presentación, explicaron su visión de un juego con acción trepidante que sería "el fin del rock and roll". Según Smith, esto confundió a algunos miembros del equipo que pensaban que estaban haciendo Brütal Legend. [19]
El equipo recibió la aprobación después de su segunda presentación. Después de que Sunset Overdrive tuviera luz verde interna, Insomniac tuvo que presentarlo a varios editores. Insomniac quería conservar la propiedad de la marca, lo que provocó que algunas empresas optaran por no publicarla. Murray y Smith viajaron a Microsoft Studios varias veces para presentarles el juego. El lanzamiento principal comenzó con la ejecución de "Kick Out the Jams" por MC5, y terminó con Murray: "... encima de una silla, imitando cómo iba a jugar el juego, y el heroísmo de último minuto". Microsoft estaba ansioso por trabajar con Insomniac y aceptó financiar y publicar el juego. [19] El equipo originalmente no quería convertirlo en una consola exclusiva, pero quedaron impresionados por la filosofía de Microsoft hacia el desarrollo de Xbox One y las capacidades de las características de Xbox Live, que permiten el inicio de un "diálogo bidireccional" con los jugadores.
Elegir un nombre para el juego fue lo primero que hizo el equipo antes de comenzar el desarrollo. Decidieron el nombre de Sunset Overdrive porque lo sintieron único, y capturaron la sensación del "grindhouse" de la década de 1970. [21] El proyecto se concibió originalmente como un juego de supervivencia del mundo abierto [22] similar a DayZ. La versión inicial del juego no incluía el sistema transversal, ni las armas inusuales incluidas en la versión final, y Murray lo describió como "castigado". En esta versión, los jugadores tenían la tarea de buscar recursos durante el día y defender su base por la noche. Más tarde evolucionó para convertirse en el modo multijugador cooperativo del juego. Empleó el modelo de animación del juego anterior de Insomniac, Fuse. La dirección del juego cambió después de que el equipo viera un video basado en Gorillaz, y Murray abandonó la idea de un juego de supervivencia realista. [23] Luego le pidió al equipo que comenzara a crear prototipos de ideas para un juego que pensaban que funcionaría. A algunos miembros del equipo se les ocurrió la idea de tener elementos de skate en el juego, lo que llevó al equipo de desarrollo a comenzar a trabajar y experimentar con un nuevo sistema transversal. En retrospectiva, Murray describió el cambio de enfoque como un "proceso evolutivo orgánico". [24] A medida que avanzaba el desarrollo del juego, el equipo comenzó a recurrir a elementos de otras franquicias de videojuegos como Prince of Persia, Jet Set Radio y Tony Hawk Pro Skater, [25] y pusieron el énfasis en el impulso. [10]
En 2013, el equipo lanzó Fuse, que fue una falla crítica y comercial. El equipo ahora reflexionó sobre las razones de su mala recepción, y sintió que deberían volver a las raíces de Insomniac, desarrollando títulos inusuales con imágenes vibrantes, en lugar de otro tirador oscuro como Fuse. [26] También pensaron que la estilización de Sunset Overdrive debería reflejar la personalidad de la compañía, y que construir un mundo que tenga sentido del humor e irreverencia era algo que el equipo estaba ansioso por hacer. [11] Ted Price, CEO de Insomniac Games, lo describió como un juego que Insomniac había querido desarrollar durante mucho tiempo. El productor del juego, Bryan Intihar, lo llamó: "... el juego [que han] significado hacer durante 20 años". [25] Microsoft lo apoyó y compartió la misma visión y la idea de crear algo nuevo.
Según Price, Insomniac quería "romper las reglas de los tiradores". Sintió que la última generación de tiradores había establecido una fórmula para mantenerse a cubierto para defenderse y asomándose para atacar. Quería cambiar ese patrón con Sunset Overdrive [28] animando a los jugadores a atacar de forma agresiva y concentrarse en el impulso. Para lograr esto, el equipo desarrolló una ciudad que apoyaba el parkour y los movimientos rápidos. [29] También esperaban que con la introducción de una nueva generación de consolas de videojuegos, pudieran establecer un nuevo estándar para el género que "reciclaría" a los fanáticos de los disparos jugando el juego. [22]
Smith comparó la jugabilidad de Sunset Overdrive con los juegos de pinball, donde cada movimiento de un jugador tiene consecuencias, y el caos en pantalla creado por los jugadores se basa en sus acciones. [30] Los elementos de combate y recorrido del juego estaban originalmente separados unos de otros, pero luego se conectaron cuando el equipo comenzó a pensar que: "disparar mientras rechinaba era divertido". La combinación de estos aspectos llevó al estudio a ajustar el diseño del mundo del juego. El equipo calculó cómo debería diseñarse la ciudad para que pueda soportar tanto el combate como el recorrido. Como resultado, se aseguraron de que el mundo se construyera en bloques modulares de 4x4, y que ninguna superficie mostrara un ángulo que estuviera entre 26 y 45 grados. Además, el equipo consideró cuánto tiempo debería durar la rutina y decidió que deberían tener al menos 8 metros de longitud. Las rutinas se diseñaron para que fueran más largas de lo habitual en las áreas concentradas enemigas, a fin de permitir un tiempo adicional para que los jugadores consideren tanto las opciones de combate como las de recorrido. Con el fin de fomentar la experimentación, el juego presenta un diseño de mapa vertical, en el que la dificultad que enfrentan los jugadores de los enemigos aumenta a medida que avanzan hacia un terreno más alto. [31]
Insomniac describió el juego como "una celebración de juegos", en la cual el equipo empujó los conceptos existentes en una nueva dirección. [32] Además de dibujar influencias de Prince of Persia, Tony Hawk Pro Skater y Jet Set Radio series de juegos para el sistema transversal del juego, sacaron influencias de la excelente aventura de Bill & Ted para su sistema "Next-Gen Respawn", Scott Pilgrim y The Omega Man [33] para la configuración del juego, y Peggle cuando estaban creando el armamento del juego. El humor del juego se inspiró en la propia serie de juegos de Insomniac, Ratchet & Clank y Spyro the Dragon. [11] También hay referencias a otros íconos de la cultura pop como Breaking Bad y Portal. A pesar de eso, Smith dijo que el juego sería completamente diferente de The Last of Us. [34]
La función del creador del personaje del juego permitió a los jugadores crear diferentes tipos de combinaciones en un avatar. El equipo se aseguró de que hubiera muchas opciones de personalización, incluida la de permitir a los jugadores "vestirse como una persona loca". Los desarrolladores consideraron que esta característica se adaptaría a la historia, porque la ciudad del juego entra en un estado de anarquía, donde las normas sociales ya no existen. [12] El equipo quería que el creador del personaje presentara diversidad, para que los jugadores pudieran construir un avatar basado en sus propias elecciones. Descubrieron que el proceso de introducir la diversidad es un desafío. Como resultado, se desarrolló un sistema que dividió al creador del personaje en tres categorías diferentes: mainstream, street (emo y goth) y costume. El equipo originalmente agregó juegos de roles con características de estilo a los disfraces del juego, pero luego decidió eliminarlos para que los jugadores "simplemente eligieran lo que pensaban que se veía genial".

## Arte y escenario
Cuando salimos de Resistance 3, que es un mundo distópico muy oscuro, pero correcto para ese juego, dijimos: 'Hagamos algo divertido'. [...] De acuerdo, creemos un personaje cuya vida es una mierda en el mundo moderno. Y cuando llega el apocalipsis, es como un sueño hecho realidad.
- John Paquette, el escritor principal del juego
El juego se desarrolla en un mundo post-apocalíptico y de futuro cercano. El equipo quería probar algo diferente, no dispuesto a regresar a un entorno similar al de la Resistencia 3. [33] En lugar de representar un mundo con una atmósfera oscura y ambientes arenosos, la catástrofe que ocurre en la historia del juego se conoce como un "gran apocalipsis" que transforma la visión inicial del usuario del mundo del juego como un "campo de juego" para que los jugadores exploren y hagan lo que quieran: "enfatizar la diversión del reinado libre [sic] durante los últimos tiempos". [36] El objetivo era hacer que los jugadores sintieran que el mundo post-apocalíptico en Sunset Overdrive es divertido e ilimitado, [32] deleitante y animado , en lugar de un lugar que es terrible y preocupante. [37] Para lograr esto, se usaron colores vivos y vívidos para crear el mundo del juego y el equipo esperaba que al ajustar la naturaleza del entorno, el juego fuera "consciente de sí mismo". , humorístico y divertido. "El equipo también evitó intencionadamente crear un tono muy serio porque el producto final debía ser entretenido y comparable a juegos como Crazy Taxiy Jet Grind Radio, en lugar de algo demasiado serio que parecía una película interactiva. 3 8] El equipo enfatizó "el triunfo divertido triunfa sobre el realismo" y lo reflejó a través del sistema de "Resurgimiento de próxima generación", armamento irreal y el estilo visual del juego. [29]
Si bien el juego presenta gráficos coloridos que atraen a un público amplio, [39] fue pensado para un público maduro que se refleja en la historia del juego, el diálogo y las representaciones de los personajes. La historia fue diseñada para ser casual, pero convincente. [28] La ambientación del juego está inspirada en Soy leyenda e imagina a Iggy Pop como la última persona que sobrevive en un mundo post-apocalíptico. [40] El equipo también quería crear una historia satírica y explorar el tema del anticorporativismo. [41] El estilo del punk rock se implementó en el juego porque los directores del juego pensaron que reflejaba una sensación de "agresión", que se adecuaba a la jugabilidad. [40]
Al diseñar la portada, el equipo colaboró con el estudio inglés Ilovedust. [42] Querían que se reconociera fácilmente y se destacara de la portada de otros videojuegos en las tiendas. También querían que representara las características del juego: "intensidad", "diversión en los últimos tiempos" en un "mundo dinámico y vibrante". Hubo tres versiones diferentes de la portada, con cambios importantes hechos al protagonista del juego a lo largo de su desarrollo, ya que el estudio luchó con la imagen del protagonista. Insomniac finalmente quedó satisfecho con el diseño de arte terminado de Ilovedust.

## Tecnología
Price llamó a Sunset Overdrive el juego más grande en el que el estudio había trabajado. [44] Como fue el primer juego de mundo abierto desarrollado por Insomniac, tuvieron que implementar nuevas habilidades de diseño y desarrollo para producirlo. El tiempo y los recursos necesarios para desarrollar el juego también se expandieron significativamente. [22] Mientras desarrollaba el mundo del juego, el equipo lo dividió en 10 a 11 hexes y zonas. Se clasifican en tres tipos diferentes: zonas de baja resolución, zonas sombreadas y zonas de misión, y se superponen para que puedan mantener todas las zonas cargadas al mismo tiempo. Sunset City tenía tres iteraciones diferentes. En las primeras etapas, se llamaba Greenlight City, con sede en Burbank, California. Esta versión de la ciudad presentaba estructuras interiores que podían ser exploradas por los jugadores, y existía cuando el concepto central del juego giraba en torno a "buscar, defender, defender". Esta ciudad fue reemplazada por "Razor City" cuando se introdujo en el juego el skateboarding, que más tarde se convirtió en slicks petroleros y trampolines. Razor City tenía el estilo "Neo-Tokyo", pero luego fue reemplazado por Sunset City, que estaba más organizada. Al diseñar la inteligencia artificial del juego, el equipo pensó que los enemigos del juego deben obligar a los jugadores a usar el sistema de cruce mientras que al mismo tiempo participan en el combate con ellos. Debido al diseño vertical del juego, los enemigos fueron diseñados para adoptar el diseño del mapa vertical del juego. El equipo también desarrolló un "rastreador de posición de navegación", que programó a estos enemigos para detectar la ubicación de los jugadores y encontrar un punto de emboscada. [45]
El juego está impulsado por un motor interno desarrollado previamente por Insomniac Games para su juego Fuse. El motor del juego fue rediseñado y optimizado para la Xbox One. [46] El juego se ejecuta en 900p a una velocidad de 30 cuadros por segundo. Originalmente, el juego tenía una definición más alta de 1080p, pero se decidió arreglarlo a 900p para que aparezcan más acciones y enemigos en la pantalla.

## Audio
El desarrollo de la música del juego fue dirigido por Boris Salchow, que había compuesto partituras para los juegos anteriores de Insomniac, Ratchet & Clank: A Crack In Time, Resistance 2 y Resistance 3. [48] Colaboró con compositores de Microsoft Studios y el estudio de música Pyramind. El equipo de diseño quería que los compositores implementaran ocho estilos diferentes de música para ocho secciones diferentes presentadas en el juego. Sin embargo, esta idea se descartó por ser confusa y demasiado caótica. El equipo quería lograr un "ambiente de alta energía" para este título y la banda sonora resultante presenta una gran cantidad de punk rock y música electrónica de baile. Catorce bandas y artistas diferentes fueron contratados para interpretar la música, a menudo evitando el uso de instrumentos musicales y escribiendo letras para el juego en su lugar. [49] La banda sonora del juego también se inspiró en obras de FIDLAR, DZ Deathrays y Ty Segall. [50]
Los compositores intentaron igualar ritmos por minuto con el sistema de juego y el recorrido. [50] El juego presenta un sistema de música dinámico, en el que las acciones del juego se reflejan en la música. Cuando hay más acción en la pantalla, o cuando los jugadores realizan matanzas, la música se vuelve más frenética y emocionante para ayudar a los jugadores a sumergirse más en el juego. [51]

## Lanzamiento
Sunset Overdrive fue una de las primeras exclusivas de Xbox One revelada en la conferencia de prensa de Microsoft en E3 2013. [52] Los primeros detalles del juego fueron revelados por la revista de juegos Edge en mayo de 2014. [53] Una demo de juego y un anuncio de fecha de lanzamiento sucedieron en E3 2014. [54] Insomniac había trabajado únicamente para la familia PlayStation durante aproximadamente veinte años, y el anuncio de que Sunset Overdrive era una exclusiva de Xbox llevó a la especulación de que la relación entre Sony e Insomniac había terminado. Insomniac negó tales rumores, diciendo que la compañía todavía estaría trabajando con otras editoriales para producir títulos y que las peticiones no cambiarían el estado de Sunset Overdrive como exclusivo de Xbox. [55] Fue lanzado el 28 de octubre de 2014. [56]
Además de la edición estándar del juego, los jugadores pueden comprar Season Pass, que agrega nuevos elementos en el juego, ubicaciones, misiones y jefes. [57] También hay una edición de Day One, que incluye tres elementos diferentes de contenido descargable: el arma "Nada más que los golpes", el Martillo duro y un disfraz de Fizzie. [58] Los jugadores que pre-ordenaron el juego en Xbox Live Marketplace también obtuvieron dos armas adicionales: Accordes de la Muerte y Hangover. [59] También se lanzó un paquete de Xbox One blanco para el juego. [60] Para promover el juego, Insomniac organizó una serie de espectáculos llamada Sunset TV. Proporcionaron nueva información a los jugadores sobre el juego antes de su lanzamiento. [61] Microsoft también lanzó un sitio web llamado Sunset Overdrive: Walter's Workshop, que es un juego de navegador que permite a los jugadores utilizar algunas de las armas presentadas en el juego con imágenes capturadas en la vida real. [62]

## Demo
Una prueba gratuita de tres horas del juego estaba disponible para que los jugadores la descargaran por un tiempo limitado. [63] Una vez que se lanzó, el juego fue compatible con contenido descargable (DLC). Insomniac lanzó varios paquetes que agregan nuevas armas al juego. [64] El 23 de diciembre de 2014 se lanzó un DLC basado en la historia, titulado The Mystery of the Mooil Rig. [65] El DLC de la historia, Dawn of the Rise of the Fallen Machine, fue lanzado el 1 de abril de 2015.